# Charles Ruijs de Beerenbrouck
Charles Joseph Marie Ruijs de Beerenbrouck, född 1 december 1873 i Roermond, död 17 april 1936 i Utrecht, var en nederländsk politiker.
Ruijs de Beerenbrouck, var juris doktor, kommissarie för provinsen Limburg och blev 1905 ledamot av Generalstaternas andra kammare för Romersk-katolska statspartiet. Efter en lång ministerkris efter riksdagsvalen 1918 bildade han 9 september samma år en ministär med medlemmar från Romersk-katolska statspartiet och Antirevolutionära partiet, och blev själv inrikes- och jordbruksminister.
Ministären genomdrevs bland annat 1921 ett härordningsförslag[förklaring behövs] och 1922 en grundlagsreform, varvid kvinnlig rösträtt infördes. Krav att ex-kejsaren Vilhelm skulle utlämnas till Tyskland avvisades 1920, och 1925 slöts tillsammans med Belgien en preliminär överenskommelse om Scheldeskeppsfarten. Ruijs de Beerenbrouck ombildade ett par gånger sin ministär, avgick hösten 1923, men förmåddes i januari 1924, efter en lång ministerkris att stanna kvar. Ministärens avgång 1925 var en följd av vänsterpartiernas framgångar vid riksdagsvalet samma år. Ruijs de Beerenbrouck bildade dock 1929 en ny ministär som behöll makten till 1933.

## Utmärkelser
- Kommendör med stora korset av Vasaorden, 1923.[11]